# Mindjedef
Mindjedef (Mjn-ḏd=f, "Perdurable com Min") o Djedefmin (Ḏd=f-mjn) va ser un príncep egipci de la IV dinastia. Era fill del príncep hereu Kawab i de la reina Hetepheres II. Era net, per tant, del faraó Khufu i Meritites I i besnét de Snefru. Mindjedef va néixer durant el regnat del seu avi i era germà de la reina Meresankh III i oncle dels prínceps Rauer i Minkhaf II.
Se sap que Mindjedef tenia una dona anomenada Khufuankh ("Khufu viu").
Tenia els títols de "Fill del Rei del seu cos", "Príncep hereditari", "Tresorer del Rei del Baix Egipte", entre d'altres.
Mindjedef va ser enterrat al camp oriental de la necròpolis de Guiza a la mastaba G 7760, que va ser excavada per Lepsius al segle xix i per G. A. Reisner al segle xx. Mindjedef i Khufuankh estan representats amb un fill petit a la capella, però el seu nom no es conserva. El seu sarcòfag de granit vermell es troba avui al Museu Metropolità de Nova York (acc. núm. 54.80a-b).